# مونت ليوني
مونت ليوني (بالإنجليزية: Monte Leone)‏ هو أحد جبال سلسلة جبال الألب ليبونتيني ويقع في كانتون فاليز في سويسرا. يحتل المرتبة رقم 62 في قائمة جبال سويسرا من حيث الارتفاع، إذ يبلغ ارتفاعه حوالي 3553 متر، بينما يبلغ ارتفاع نتوء الجبل 1144 متر، هذا وقد سجل أول وصول لقمة الجبل عام 1859.